# Меморіальний комплекс «Мужність» (Ташкент)
Меморіальний комплекс «Мужність» — меморіал, присвячений мужності ташкентців, що пережили Ташкентський землетрус 1966 року, встановлений в епіцентрі землетрусу на березі древнього каналу Анхор в районі Кашгарка в Ташкенті.
Меморіальний комплекс був встановлений у квітні 1976 року до десятиріччя Ташкентського землетрусу.
Монумент складається зі скульптурної композиції в центрі, кам'яного куба на передньому плані і барельєфного пано на задньому.
На гранітному постаменті встановлено куб із чорного лабрадориту, на одній стороні якого вирізьблено дату: 26 квітня 1966 року. На іншому боці висічений циферблат годинника зі стрілками, що вказують час — 5 годин 23 хвилини. У цей день, в ранковий час на місто обрушився землетрус інтенсивністю 8,3 бали (за 12-тибальною шкалою MSK-64). Куб розколює тріщина, яка символізує розлом земної тверді та продовжується до підніжжя бронзової скульптури, що зображає жінку, що притисла до себе дитину, і чоловіка, що затуляє їх своїм тілом від удару стихії. Фоном для монумента служать рельєфні композиції, що розповідають про відновлення Ташкента.
Унаслідок страшного землетрусу центральна частина Ташкента була практично цілком зруйнована. Повних або часткових руйнувань зазнали понад 36 тисяч житлових будинків і громадських споруд. Без даху над головою залишились понад 78 тисяч родин (понад 300 тисяч осіб). 
Ташкентці мужньо зустріли удари стихії. Вже через добу вони переселилися в розбиті на тротуарах і газонах міських скверів великі намети. Їм довелося пережити ще декілька сотень підземних поштовхів різної сили. Працювала водопровідна мережа і безперебійно подавалася електроенергія, що дозволило уникнути звичайних при стихійних лихах епідемій. У місті не було зареєстровано жодного випадку мародерства.
У відновленні Ташкента взяли участь будівельники всіх республік СРСР. Вже через кілька місяців після землетрусу були побудовані нові будинки, а через три з половиною роки Ташкент був повністю відновлений.
Сьогодні пам'ятник уособлює собою мир і спокій у столиці Узбекистану. Сквер, що оточує меморіал — улюблене місце для прогулянок ташкентців, а наречені за традицією приносять до його підніжжя квіти.